# Кампания против правых элементов
Кампания против правых элементов (кит. трад. 反右運動, упр. 反右运动, пиньинь Fǎnyòu Yùndòng, палл. Фанью Юньдун) — политическая кампания против предполагаемых «буржуазных правых элементов» в Китайской Народной Республике (КНР) и внутри Коммунистической партии Китая (КПК), проводившаяся в 1957—1959 годах. Кампания была начата по инициативе председателя КНР Мао Цзэдуна, важную роль в её организации играли Дэн Сяопин и Пэн Чжэнь. Кампания имела антидемократическую направленность, она усилила роль КПК в политической жизни страны и превратила КНР в де-факто однопартийное государство.
Определение правых элементов со стороны властей КНР не всегда было последовательным, иногда оно включало в себя тех, кто критиковал правительство слева, но официально относилось к тем интеллектуалам, которые, по мнению властей, поддерживали капитализм или были против однопартийного правления, а также против коллективизации, насильственно проводившейся государством. Согласно официальной статистике КНР, обнародованной в период «Болуань Фаньчжэн», кампания привела к политическому преследованию по меньшей мере 550 000 человек. По оценкам исследователей, фактическое число жертв составляет от 1 до 2 миллионов или даже больше. Впоследствии Дэн Сяопин признал, что в ходе антиправой кампании были допущены ошибки, большинство жертв кампании были реабилитированы.

## Характеристика

### Предыстория
Кампания против правых стала следствием кампании «Пусть расцветают сто цветов», которая способствовала более свободному выражению мнений в китайском обществе. Задуманная Мао Цзэдуном как кампания по усилению гласности, кампания «ста цветов» привела к нарастающей и грозящей выйти из-под контроля критике КПК и правительства КНР со стороны интеллигенции. В ответ на это Мао Цзэдун объявил новую кампанию, на этот раз направленную против критиков, которых стали рассматривать как политических противников КПК. Внутри самой КПК недовольство «правыми уклонистами», такими, как Чжан Боцзюнь, можно проследить вплоть до времён «Великого похода».

### Первая волна
Первая волна репрессий началась сразу же после прекращения движения «ста цветов» в июле 1957 г. К концу того же года «правыми» были объявлены 300 тысяч человек, в том числе писательница Дин Лин. Будущий премьер Чжу Жунцзи, тогда работавший в Госплане, был вычищен в 1958 г. Большинство обвиняемых были интеллигентами. Наказания включали неформальную критику, каторжные работы и в некоторых случаях казнь. Например, в известном трудовом лагере Цзябяньгоу в Ганьсу с 1957 по 1961 год содержалось около 3000 политических заключённых, из которых около 2500 умерли, в основном от голода.
Одной из основных мишеней кампании была независимая правовая система. Профессиональные юристы переводились на другую работу; вместо них судебные функции выполняли политические кадры и полиция.

### Вторая волна
Вторая часть кампании последовала за Лушаньской конференцией 2 июля — 16 августа 1959 г. На этой встрече высших партийных лидеров были осуждены министр обороны КНР маршал Пэн Дэхуай, критиковавший «Большой скачок», и ряд его сторонников.

### Критика со стороны Мао
Управляя несколькими провинциями на юго-западе, Дэн Сяопин проявил такую жестокость в ликвидации предполагаемых контрреволюционеров, что даже председатель почувствовал себя обязанным написать ему. Мао призвал Дэн Сяопина замедлить темпы кампании:
Если мы убьём слишком много людей, мы потеряем общественное сочувствие и возникнет нехватка рабочей силы.

## Реабилитация
После смерти Мао Цзэдуна в 1976 году многие приговоры были отменены в период Болуань Фаньчжэн. В этот период правительство КНР под руководством Дэн Сяопина объявило, что ему нужен опыт капиталистов для экономического развития страны, вследствие этого были отменены обвинительные приговоры по тысячам контрреволюционных дел, что затронуло многих из тех, кого обвиняли в правых взглядах и преследовали за это в предыдущие двадцать лет. Это произошло несмотря на то, что Дэн Сяопин и Пэн Чжэнь были одними из самых активных участников антиправой кампании во время «первой волны» 1957 года.

## Цензура на упоминание события в Китае
В 2009 году, накануне 60-летия основания КНР, ряд средств массовой информации в Китае перечислили наиболее значимые события 1957 года, но при этом лишь упомянули или совсем не упомянули антиправую кампанию. Сообщалось, что власти уведомили веб-сайты о том, что тема кампании является чрезвычайно деликатной.

## Известные «правые»
- Чжан Боцзюнь[англ.], «правый номер один» Китая
- Ло Лунцзи[англ.], «правый номер два» Китая
- Хуан Цисян[англ.]
- Чэнь Миншу[англ.]
- Чэнь Мэнцзя[англ.]
- Чжу Жунцзи, позже премьер Китая
- У Цзугуан[англ.], драматург
- Цянь Вэйчан
- Гу Чжунь[англ.]
- Лун Юнь, бывший военачальник Юньнани